# Covellin
Covellin, veraltet auch als Kupferindig oder Blaues Kupferglas sowie unter seiner chemischen Bezeichnung Kupfer(II)-sulfid bekannt, ist ein häufig vorkommendes Mineral aus der Mineralklasse der „Sulfide und Sulfosalze“. Er kristallisiert im hexagonalen Kristallsystem mit der chemischen Zusammensetzung CuS, besteht also zu gleichen Teilen aus Kupfer und Schwefel.
Covellin ist im Allgemeinen undurchsichtig und nur in sehr dünnen Spaltblättchen durchscheinend. Er entwickelt nur selten gut ausgebildete, tafelige bis blättrige Kristalle von bis zu 10 cm Größe. Meist findet er sich in Form feinkörniger Krusten oder pulvriger Anflüge auf anderen Mineralen. Frische Covellin-Proben sind von charakteristischer, indigoblauer bis blauschwarzer Farbe und weisen einen fettigen bis halbmetallischen Glanz auf. An der Luft läuft das Mineral nach einiger Zeit teilweise schwärzlich oder buntfarbig an und wird matt.

## Etymologie und Geschichte
Erstmals beschrieben wurde das Mineral 1815 durch Johann Carl Freiesleben als „Kupfererz von ausgezeichnet dunkel lasur-, indig- oder schwärzlichblauer Farbe, die auf dem Bruche etwas lichter und frischer als an der Oberfläche ist, wo sie bald schwärzlich anläuft“, das in der Nähe von Sangerhausen im „Carolinenschacht“ (gegen Morgen) teilweise in Form dicker Platten und Lagen zwischen Lagen im Kupferschiefer entdeckt wurde. Freiesleben vermutete hinter dem blauen Kupferglas eine neue Mineralart und ordnete es zwischen Buntkupfererz (Chalkopyrit) und Kupferglas (Chalkosin) ein, erwähnte aber zusätzlich, dass es von Klaproth als eine Varietät von Buntkupfererz angesehen wird.
1818 zitierte August Breithaupt die Entdeckung von Freiesleben in seinem Werk Handbuch der Mineralogie, stellte aber fest, dass das Mineral nicht wie vermutet nur ein angelaufenes Buntkupfererz oder -glas, sondern durchgehend von blauer Farbe und unmetallisch war. Er bezeichnete das Mineral daher nach seiner charakteristischen Farbe als Kupferindig, ohne allerdings seine chemische Zusammensetzung zu bestimmen.
Die genaue chemische Zusammensetzung wurde erst 1827 von Nicola Covelli (auch Niccolò Covelli, 1790–1829) am Material vom Vesuv und Friedrich August Walchner (1799–1865) an Proben der Grube Haus Baden (Badenweiler, Baden-Württemberg) bestimmt.
Seinen bis heute gültigen Namen Covellin legte schließlich 1832 François Sulpice Beudant fest, der das Mineral nach dem italienischen Mineralogen Nicola Covelli (Niccolò Covelli; 1790–1829) benannte. Dieser Name setzte sich auch in der deutschsprachigen Literatur durch.
Da der Covellin bereits lange vor der Gründung der International Mineralogical Association (IMA) bekannt und als eigenständige Mineralart anerkannt war, wurde dies von ihrer Commission on New Minerals, Nomenclature and Classification (CNMNC) übernommen und Covellin als sogenanntes „grandfathered“ (G) Mineral bezeichnet. Die seit 2021 ebenfalls von der IMA/CNMNC anerkannte Kurzbezeichnung (auch Mineral-Symbol) von Covellin lautet „Cv“.

## Klassifikation
Bereits in der 8. Auflage der Mineralsystematik nach Strunz gehörte Covellin zur Klasse der „Sulfide und Sulfosalze“ und dort zur Abteilung der „Sulfide mit dem Stoffmengenverhältnis von Metall (M) : Schwefel (S) = 1 : 1“, wo er unter der Rubrik Weitere Strukturtypen als Namensgeber die „Covellin-Reihe“ mit der Systemnummer II/B.15 und den weiteren Mitgliedern Idait, Klockmannit und Valleriit sowie im Anhang mit Vulcanit bildete.
In der zuletzt 2018 überarbeiteten Lapis-Systematik nach Stefan Weiß, die formal auf der alten Systematik von Karl Hugo Strunz in der 8. Auflage basiert, erhielt das Mineral die System- und Mineralnummer II/C.22-010. Dies entspricht der Abteilung „Sulfide mit Metall : S,Se,Te ≈ 1 : 1“, wo Covellin zusammen mit Erazoit, Idait, Klockmannit und Nukundamit eine unbenannte Gruppe mit der Systemnummer II/C.22 bildet.
Die von der International Mineralogical Association (IMA) zuletzt 2009 aktualisierte 9. Auflage der Strunz’schen Mineralsystematik ordnet den Covellin ebenfalls in die Abteilung der „Metallsulfide, M : S = 1 : 1 (und ähnliche)“ ein. Diese ist allerdings weiter unterteilt nach den in der Verbindung vorherrschenden Metallen, so dass das Mineral entsprechend seiner Zusammensetzung in der Unterabteilung „mit Kupfer (Cu)“ zu finden ist, wo es als einziges Mitglied eine unbenannte Gruppe mit der Systemnummer 2.CA.05a bildet.
In der vorwiegend im englischen Sprachraum gebräuchlichen Systematik der Minerale nach Dana hat Covellin die System- und Mineralnummer 02.08.12.01. Auch dies entspricht der Klasse der „Sulfide und Sulfosalze“ und dort in die Abteilung der „Sulfidminerale“. Hier ist er zusammen mit Klockmannit in der „Covellingruppe“ mit der Systemnummer 02.08.12 innerhalb der Unterabteilung „Sulfide – einschließlich Seleniden und Telluriden – mit der Zusammensetzung AmBnXp, mit (m+n) : p = 1 : 1“ zu finden.

## Kristallstruktur
Covellin kristallisiert isotyp mit Klockmannit im hexagonalen Kristallsystem in der Raumgruppe P63/mmc (Raumgruppen-Nr. 194) mit den Gitterparametern a = 3,79 Å und c = 16,34 Å sowie sechs Formeleinheiten pro Elementarzelle.
Im Vergleich mit anderen Verbindungen, deren Verhältnisformel ebenfalls AB ist und die meist in dichtesten Kugelpackungen kristallisieren, ist Covellin deutlich komplizierter gebaut. Von den sechs in der Elementarzelle vorhandenen Schwefelatomen liegen vier, ähnlich wie die Schwefelatome in Pyrit oder Patrónit, als zwei Disulfid-Anionen (S22−) mit einer Bindungslänge von d(S–S) = 2,07 Å vor. Bei den übrigen zwei Schwefelatomen handelt es sich um isolierte Sulfidanionen (S2−) vor. Bei den Kupferkationen sind ebenfalls zwei verschiedene Gruppen vorhanden. Vier der Kationen sind einfach geladen (Cu+) und tetraedrisch von Schwefel umgeben. Eine Ecke des Tetraeders besteht aus einem einzelnen Sulfidanion und die übrigen drei Ecken von Schwefelatomen gebildet, die Teil eines Disulfid-Anions sind. Die beiden weiteren Kupferatome sind zweifach geladen (Cu2+) und trigonal-planar von drei einzelnen Schwefelanionen umgeben.
| Kristallstruktur von Covellin |
| - mit Blickrichtung parallel zur a-Achse - mit Blickrichtung parallel zur c-Achse - räumliche Darstellung in der kristallographischen Standardausrichtung |
| Farbtabelle: _ Cu 0 _ S |

## Eigenschaften
Mit einer Mohshärte von 1,5 bis 2 gehört Covellin zu den weichen Mineralen, die sich ähnlich wie das Referenzmineral Gips (2) mit dem Fingernagel ritzen lassen. Aufgrund seines schichtförmigen Aufbaus lässt sich das Mineral zudem sehr leicht in dünne, biegsame Blättchen spalten.
Covellin besitzt ungewöhnliche optische Eigenschaften. Bedingt durch eine hohe Dispersion ändert sich die Farbe des Minerals stark, je nachdem, in welchem Medium es sich befindet. So erscheint das trockene Mineral an der Luft blau, ist es mit Wasser benetzt, violett. Taucht man es in ein Öl, das stark lichtbrechend ist, erscheint Covellin schließlich rot.
Vor dem Lötrohr schmilzt Covellin leicht und brennt mit blauer Flamme. Er ist leicht löslich in Salpetersäure, wobei elementarer Schwefel abgeschieden wird.
Unterhalb von 1,63 Kelvin wird Covellin zum Supraleiter. Covellin ist das erste bekannte natürliche Mineral, das diesen Effekt zeigt.

## Modifikationen und Varietäten
Es sind insgesamt drei Varietäten des Covellins bekannt. Der blaubleibende Covellin, der erstmals 1931 von Paul Ramdohr beschrieben wurde, enthält einen Überschuss an Kupfer (68 anstatt 66 Gewichtsprozent Kupfer). Dadurch kommt es zu einer deutlichen Änderung der optischen Eigenschaften. Die Varietät bleibt auch in Wasser und Öl blau und ändert ihre Farbe nicht.
Zwei weitere Varietäten enthalten zusätzlich zum Kupfer und Schwefel noch Silber beziehungsweise Selen.

## Bildung und Fundorte

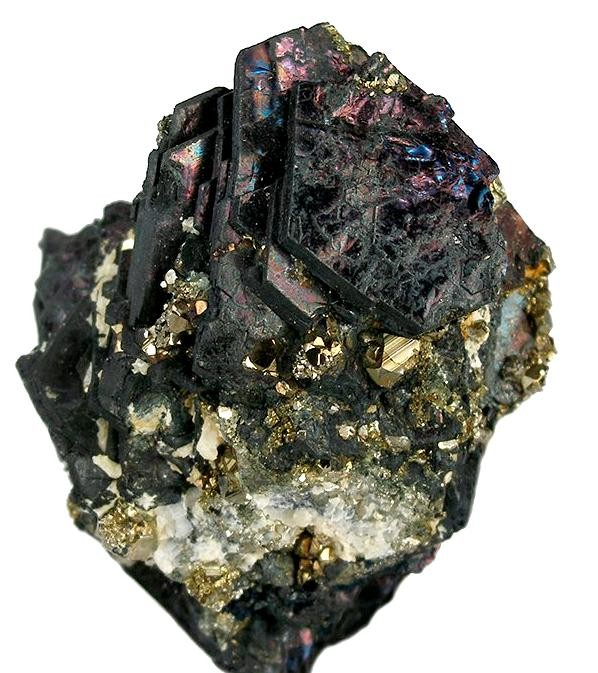
Covellin in hexagonal-tafeligem Habitus (teilweise bunt angelaufen) mit Pyrit

Covellin (blau) verdrängt entlang Spaltrissen Bornit (braun)

Covellin ist ein typisches Sekundärmineral und bildet sich durch Verwitterung zusammen mit anderen Sekundärmineralen wie Anilith, Bornit, Chalkosin, Digenit und Djurleit in der sogenannten Zementationszone (unterhalb der Oxidationszone) im Bereich des Grundwasserspiegels bzw. knapp darunter. Die Ausgangsminerale Pyrit (FeS2) und Chalkopyrit (CuFeS2) sowie der bereits in der Oxidationszone entstandene, in Lösung gehende Chalkanthit (CuSO4·5 H2O) werden dabei entsprechend folgender Reaktionsgleichungen umgewandelt:
{\displaystyle \mathrm {4\ FeS_{2}+7\ CuSO_{4}+4\ H_{2}O\longrightarrow 7\ CuS+4\ FeSO_{4}+4\ H_{2}SO_{4}} }
{\displaystyle \mathrm {CuFeS_{2}+CuSO_{4}\longrightarrow 2\ CuS+FeSO_{4}} }
Aufgrund seiner Bildungsbedingungen ist Covellin oft als dünne Schicht auf anderen Mineralen zu finden. Diese Art von Covellin-Überzüge findet man in vielen Kupfermineral-Lagerstätten. Mächtige und erzreiche Oxidations- und Zementationszonen treten vor allem dort auf, wo der Grundwasserspiegel großen Schwankungen unterliegt. Aride und tropisch-aride Klimazonen bieten daher besonders günstige Bildungsbedingungen.
Selten bildet sich Covellin auch als Primärmineral unter hydrothermalen Bedingungen.
Covellin wird bei andauernder Verwitterung selbst zum Ausgangsmineral bei der Entstehung von Azurit und Malachit, sowie einem unter der Bezeichnung Kupferpecherz bekannten, inhomogenen Mineralgemenge.
Covellin kommt zwar häufig vor, ist meist jedoch nur in geringen Mengen vorhanden. Ein wichtiger Fundort und gleichzeitig die Typlokalität ist der Vesuv in Italien, an dem es als Sublimationsprodukt entstanden ist. Größere Kristalle wurden in Alghero auf Sardinien gefunden. Weitere Funde mit größeren Mengen Covellin sind unter anderem im Mansfelder Kupferschiefer bei Sangerhausen, in den schichtgebundenen niederschlesischen Kupferlagerstätten um Lubin in Polen, bei Leogang in Österreich, Bor in Serbien, den US-Bundesstaaten Montana, Alaska, Colorado und Utah sowie La Rioja in Argentinien gemacht worden.

## Verwendung
Covellin ist ein Kupfererz, da es aber kaum reichhaltige Lagerstätten gibt, spielt der Abbau als Rohstoff für die Kupferproduktion nur als Beiprodukt beim Abbau anderer Erze eine Rolle.